# Meduza (productores)
Meduza (estilizado como MEDUZA) es un grupo italiano de música electrónica compuesto por los productores discográficos Luca de Gregorio, Mattia Vitale y Simone Giani. Son conocidos por su revolucionaria canción «Piece Of Your Heart» de 2019, en colaboración con el trío de producción Goodboys, y «Lose Control» junto a Becky Hill y nuevamente con Goodboys. «Piece Of Your Heart» alcanzó el puesto número dos en la lista UK Singles Chart y fue nominado al Premio Grammy para la Mejor Grabación Dance.

## Historia

### 2019: descubrimiento yPiece Of Your Heart
El grupo firmó con ADE (Amsterdam Dance Event), donde se dieron a conocer como un trío de producción. Su primer lanzamiento del trío fue un remix de Friendly Fires de la canción "Heaven Let Me", despertando un cierto interés en la industria. Sin embargo, el gran golpe de reconocimiento lo lograron cuando lanzaron su sencillo debut Piece Of Your Heart, la canción fue apoyada por el programa Dance Anthems de BBC Radio 1 y casi de inmediato comenzó a tomar fuerza. El sencillo se tomó el control de clubes y listas de reproducción en un período de tiempo muy corto.

## Ranking 101 DJs 1001 Tracklist
| Productor | 2020 | 2021 | 2022 | 2023 |
| --------- | ---- | ---- | ---- | ---- |
| MEDUZA    | 2°   | 36°  | 46°  | 3°   |

## Discografía

### Sencillos
- 2019: "Piece Of Your Heart" (con Goodboys)
- 2019: "Piece Of Your Heart" Remix (con Goodboys y Alok)
- 2019: "Lose Control" (con Goodboys & Becky Hill)
- 2020: "Born To Love" (con SHELLS)
- 2020: "Paradise" (con Dermot Kennedy)
- 2021: "Headrush" (con Elroii)
- 2021: "Tell It To My Heart" (con Hozier)
- 2022: "Bad Memories" (con James Carter, FAST BOY y Elley Duhé)
- 2023: "Phone" (con Sam Tompkins y Em Beihold)
- 2024: "Another World" (con HAYLA)
- 2024: "Seek Your Truth (A Vitória)" (con Ayrton Senna)

### Remixes
- 2018:  Friendly Fires – Heaven Let Me In (MEDUZA Remix)
- 2019: Ferreck Dawn – In My Arms (MEDUZA Remix)
- 2019: MK – Body 2 Body (MEDUZA Remix)
- 2019: Ritual y Emily Warren – Using (MEDUZA Remix)
- 2019: R Plus and Dido – My Boy (MEDUZA Remix)
- 2020: Dermot Kennedy - Power Over Me (MEDUZA Remix)
- 2020: Lifemike & Kris Menace - Discopolis 2.0 (MEDUZA Remix)
- 2020: John Legend - Wild (MEDUZA Remix)
- 2022: Mahmood & BLANCO - Brividi (MEDUZA Remix)